# Red Lights
Red Lights è un film del 2012 scritto, diretto e montato da Rodrigo Cortés.

## Trama
La professoressa universitaria e psicologa Margaret Matheson e il suo assistente Tom Buckley, un fisico, indagano sulle affermazioni di fenomeni paranormali. Osservano una seduta spiritica e in seguito smentiscono i trucchi usati dal finto sensitivo. Nello stesso momento, il famoso sensitivo cieco Simon Silver annuncia che ricomincerà a esibirsi. Silver ha trascorso decenni lontano dai riflettori dopo che il suo critico scettico più esplicito è morto improvvisamente mentre affrontava Silver durante una delle sue esibizioni. La notizia attira molta attenzione mediatica e Silver inizia a fare apparizioni televisive per promuovere i suoi spettacoli.
Buckley suggerisce che lui e Matheson, insieme alla collega scettica e studentessa impaziente Sally Owen, vadano a cercare Silver, ma Matheson è contraria all'idea. Invece, monitorano la performance di un " guaritore della fede " ed ex studente di Silver e, usando sofisticate apparecchiature di sorveglianza, sono in grado di smascherarlo come un imbroglione che usa un auricolare e riceve informazioni dagli assistenti altrove nel teatro. Buckley suggerisce di andare a cercare Silver, ma Matheson lo respinge di nuovo, ammettendo che anni prima aveva cercato di smascherare Silver solo per essere rimasta scossa quando Silver sembrava contattare il figlio in coma. Frustrato, Buckley tenta di monitorare lo spettacolo di Silver da solo con la stessa attrezzatura di prima, ma il suo tentativo viene immediatamente notato da Silver e l'attrezzatura si rompe misteriosamente. Buckley torna da Matheson solo per trovarla accasciata sul pavimento. Muore poco dopo per una malattia vascolare cronica.
Dopo la morte di Matheson, Buckley diventa sempre più ossessionato dall'indagine su Silver, ma i suoi sforzi vengono interrotti da una serie di eventi apparentemente inspiegabili; dispositivi elettronici esplodono, uccelli morti continuano ad apparire e il laboratorio di Buckley viene vandalizzato. Mentre la frenesia mediatica continua, Silver accetta di partecipare a un'indagine proposta da un accademico della stessa università in cui lavorava Matheson, nonostante in precedenza avesse sottolineato i difetti nei loro metodi di test. Buckley si unisce al team di osservazione ma non gli è permesso partecipare ai test e può solo rivedere i filmati registrati con i suoi assistenti. Sebbene la maggior parte dei risultati siano inconcludenti, un test, che utilizza due cabine di isolamento nel tentativo di registrare la telepatia, mostra che Silver riesce a un tasso di successo ben oltre la casualità. I risultati del test sembrano confermare che Silver ha veri poteri psichici e Shackleton è pronto a pubblicare queste scoperte prima dell'ultimo spettacolo di Silver.
Buckley, sempre più agitato, assiste allo spettacolo mentre i suoi assistenti continuano a rivedere il filmato del test di Silver. Dopo essere stato individuato tra la folla, Buckley viene brutalmente picchiato da uno degli assistenti di Silver durante l'intervallo in bagno. Nello stesso momento, Sally scopre che Silver e la persona nell'altra cabina di isolamento indossavano orologi analogici perfettamente sincronizzati e utilizzavano uno schema basato sull'ora per barare al test di telepatia. Inoltre, determina che Silver sta fingendo la sua cecità poiché non tocca mai le lancette del suo orologio per controllare l'ora.
Insanguinato e spinto al limite, Buckley irrompe nell'auditorium per affrontare Silver. Mentre i due litigano, si verificano altri disturbi elettrici e il palco inizia a tremare. Tuttavia, Silver è confuso dagli eventi e si scopre che Buckley è telecinetico e che la distruzione intorno a lui è stata un effetto collaterale del suo stato emotivo. Buckley rivela di aver lavorato come smascheratore del paranormale nella speranza di trovare qualcun altro come lui o un'altra spiegazione. Buckley lancia una moneta in faccia a Silver, che la afferra istintivamente, rivelando al pubblico che riesce a vedere.
Buckley esce dal teatro e, attraverso la narrazione, esprime rammarico per non aver detto a Matheson la verità sulle sue capacità mentre era in vita, poiché avrebbe potuto confortarla sapere che "c'è di più". Sperando che lei e suo figlio possano stare di nuovo insieme nella morte, Buckley va in ospedale e spegne la macchina di supporto vitale che tiene in vita il figlio di Matheson. Mentre lo fa, ammette a se stesso che non può negare ciò che è per sempre.

## Produzione

### Riprese
Le riprese del film iniziano il 14 febbraio 2011 e terminano nell'aprile dello stesso anno.

### Location
La pellicola viene girata interamente a Barcellona, tranne l'ultima settimana di riprese, svoltasi a Toronto (Canada).

## Promozione
Il trailer italiano del film è stato diffuso nel web il 17 ottobre 2012.

## Distribuzione
L'uscita nelle sale cinematografiche spagnole è avvenuta il 2 marzo 2012, mentre in quelle statunitensi il film è uscito il 13 luglio 2012.
In Italia il film arriva l'8 novembre 2012, distribuito da 01 Distribution.

## Riconoscimenti
- 2013 - Premio Gaudí
  - Candidatura per il miglior sonoro
  - Candidatura per il miglior film straniero